# کینل
شهر کینل (به روسی: Кинель) در کشور روسیه و در اوبلاست سامارا واقع شده‌است.